# Mosdiertjes

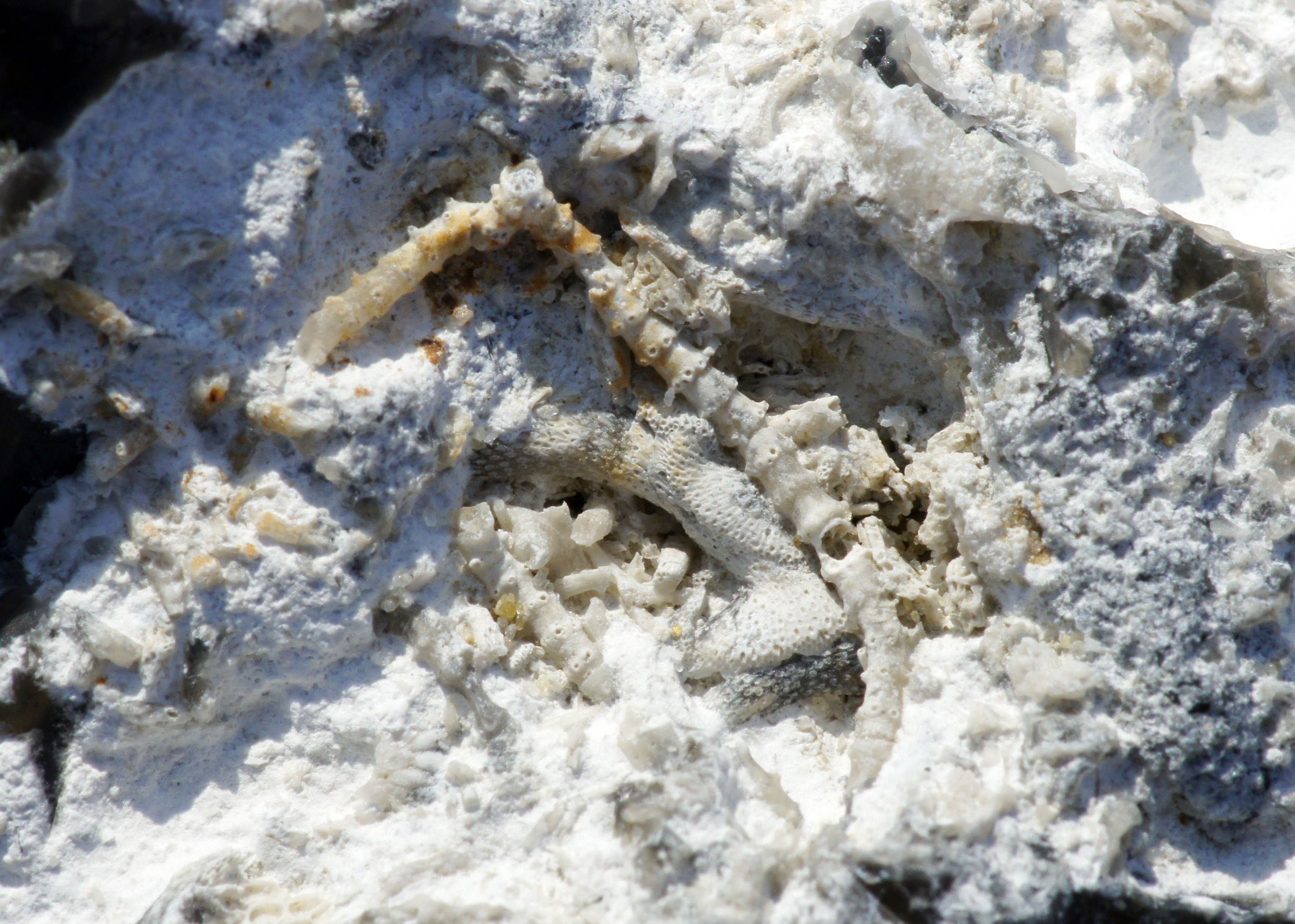
Fossiele mosdiertjes

De mosdiertjes (Bryozoa of Ectoprocta, niet te verwarren met de mosbeertjes) zijn een stam van Protostomia, die vooral in zee leven. Er zijn ongeveer 6000 levende soorten beschreven in deze stam, waaronder het harig mosdiertje (Electra pilosa) en het breedbladig mosdiertje (Flustra foliacea).

## Beschrijving
Deze hooguit 1 mm lange waterdiertjes leven in doosvormige, tot kolonies verkitte huisjes. Soms vormen ze korsten op rotsen of zeewier. Andere soorten vertonen oppervlakkige overeenkomsten met mossen, die in de stroming heen en weer worden gewiegd. Afgestorven kolonies worden vaak op het strand geworpen, waar ze soms voor verdroogd zeewier worden aangezien. Mosdiertjes geven over het algemeen de voorkeur aan warme, tropische wateren, maar komen over de hele wereld voor.

## Geologie
Binnen de geologie, en met name de paleontologie zijn Bryozoa belangrijke indicatoren voor het afzettingsmilieu van een bepaald gesteente. Omdat de Bryozoa delicate organismen zijn, is het voorkomen ervan in een sedimentair gesteente een indicatie voor een rustig afzettingsmilieu. Zodra de Bryozoa erg opgebroken zijn (en zogenaamde bioklasten vormen) is de energie ten tijde van afzetting hoger geweest.

## Taxonomie
De mosdiertjes wordt als volgt onderverdeeld:
- Klasse Gymnolaemata Allman, 1856 (limnetisch tot euhalien)
  - Orde Cheilostomatida Busk, 1852
    - Onderorde Belluloporina
      - Superfamilie Belluloporoidea Ostrovsky, 2013
        - Familie Belluloporidae Ostrovsky, 2013

    - Onderorde Flustrina
    - Onderorde Inovicellina
      - Superfamilie Aeteoidea Smitt, 1867
        - Familie Aeteidae Smitt, 1868

    - Onderorde Malacostegina
      - Superfamilie Membraniporoidea Busk, 1854
        - Familie Electridae d'Orbigny, 1851
        - Familie Membraniporidae Busk, 1852

    - Onderorde Scrupariina
      - Superfamilie Scruparioidea Gray, 1848
        - Familie Eucrateidae Hincks, 1880
        - Familie Leiosalpingidae d'Hondt & Gordon, 1996
        - Familie Scrupariidae Busk, 1852

    - Onderorde Tendrina
      - Superfamilie Tendroidea Vigneaux, 1949
        - Familie Tendridae Vigneaux, 1949

    - Onderorde Thalamoporellina
      - Superfamilie Thalamoporelloidea Levinsen, 1902
        - Familie Thalamoporellidae Levinsen, 1902

  - Orde Ctenostomatida Busk, 1852
    - Onderorde Alcyonidiina
    - Onderorde Benedeniporoidea Delage & Hérouard, 1897
    - Onderorde Flustrellidrina
    - Onderorde Paludicellina
    - Onderorde Stolonifera
    - Onderorde Stoloniferina
    - Onderorde Vesicularina
    - Onderorde Victorellina
- Klasse Phylactolaemata  (limnetisch)
  - Orde incertae sedis
    - Geslacht Varunella Wiebach, 1974

  - Orde Plumatellida
    - Familie Cristatellidae
    - Familie Fredericellidae
    - Familie Hyalinellidae
    - Familie Lophopodidae
    - Familie Pectinatellidae
    - Familie Plumatellidae
    - Familie Stephanellidae
    - Familie: Tapajosellidae
- Klasse Stenolaemata Borg, 1926 (euhalien)
  - Orde Cryptostomida   †
  - Orde Cyclostomatida Busk, 1852
  - Orde Cystoporida   †
  - Orde Fenestrida   †
  - Orde Trepostomatida   †
    - Familie Aisenvergiidae
    - Familie Amplexoporidae
    - Familie Atactotoechidae
    - Familie Eridotrypellidae
    - Familie Leioclemidae
    - Familie Orbiporidae
    - Familie Ralfimartitidae
    - Familie Trematoporidae